# Chiesa della Visitazione di Santa Maria ad Elisabetta
La chiesa della Visitazione di Santa Maria ad Elisabetta è una chiesa sussidiaria appartenente alla Parrocchia dei Santi Cornelio e Cipriano in Artogne, è comunemente chiamata dagli artognesi "La Madonnina" .

## Storia
La chiesa viene edificata tra il XV secolo e il XVI secolo, anni nei quali viene anche realizzato l'apparato decorativo. Nel 1567 il Vescovo di Brescia Domenico Bollani visita la chiesa, dando direttive in merito al completamento dei lavori.. La chiesa viene visitata anche da san Carlo Borromeo nel 1580, il quale decreta che il preesistente altare in legno venga sostituito da uno in muratura e che venga realizzato il rosone.
Il campanile, dotato di due campane, viene costruito nel 1595  e l'attuale altare marmoreo viene realizzato nel 1799. Nel 1907 si svolgono dei lavori di restauro dell'apparato decorativo. Tra il 1968 e il 1971 e nel 1988 vengono fatti dei lavori di restauro dell'intero bene, mentre nel 1983 viene restaurata la cella campanaria.
La costruzione della chiesa è stata in buona parte finanziata dalla famiglia Federici, ed alcune fonti storiche citano che la chiesa sarebbe stata un giuspatronato della nobile famiglia.

## Descrizione
La chiesa è preceduta da un piccolo sagrato quadrangolare in ciottoli; presenta una facciata a capanna, con aperture centrali, un portale lapideo ed un rosone. All'esterno è caratterizzata da una cornice ad archetti trilobati con mensole a goccia a superficie bombata, che corre lungo le falde di copertura. L'interno è ad aula unica, con copertura a volta. Sulle pareti laterali sono presenti degli affreschi risalenti al XV-XVII secolo, rinvenuti da don Giovanni Battista Garbellini, arciprete di Artogne, durante il primo restauro della chiesa dal 1968 al 1971. Il presbiterio è rialzato e quadrangolare, totalmente affrescato, dopo che nel 1988 il secondo restauro voluto da Don Gregorio Salvadori, parroco di Artogne, ha riportato alla luce un affresco raffigurante il Padre Eterno, del quale si era persa la memoria, probabilmente perso in seguito ad un decreto del 1658 del cardinale Pietro Ottoboni, che stabiliva di procedere all'imbiancatura della volta.  Il presbiterio è chiuso da fondale absidale piano su di cui è impostato l'altare maggiore con la relativa soasa. A fianco della chiesa si trovano il campanile e la sacrestia.

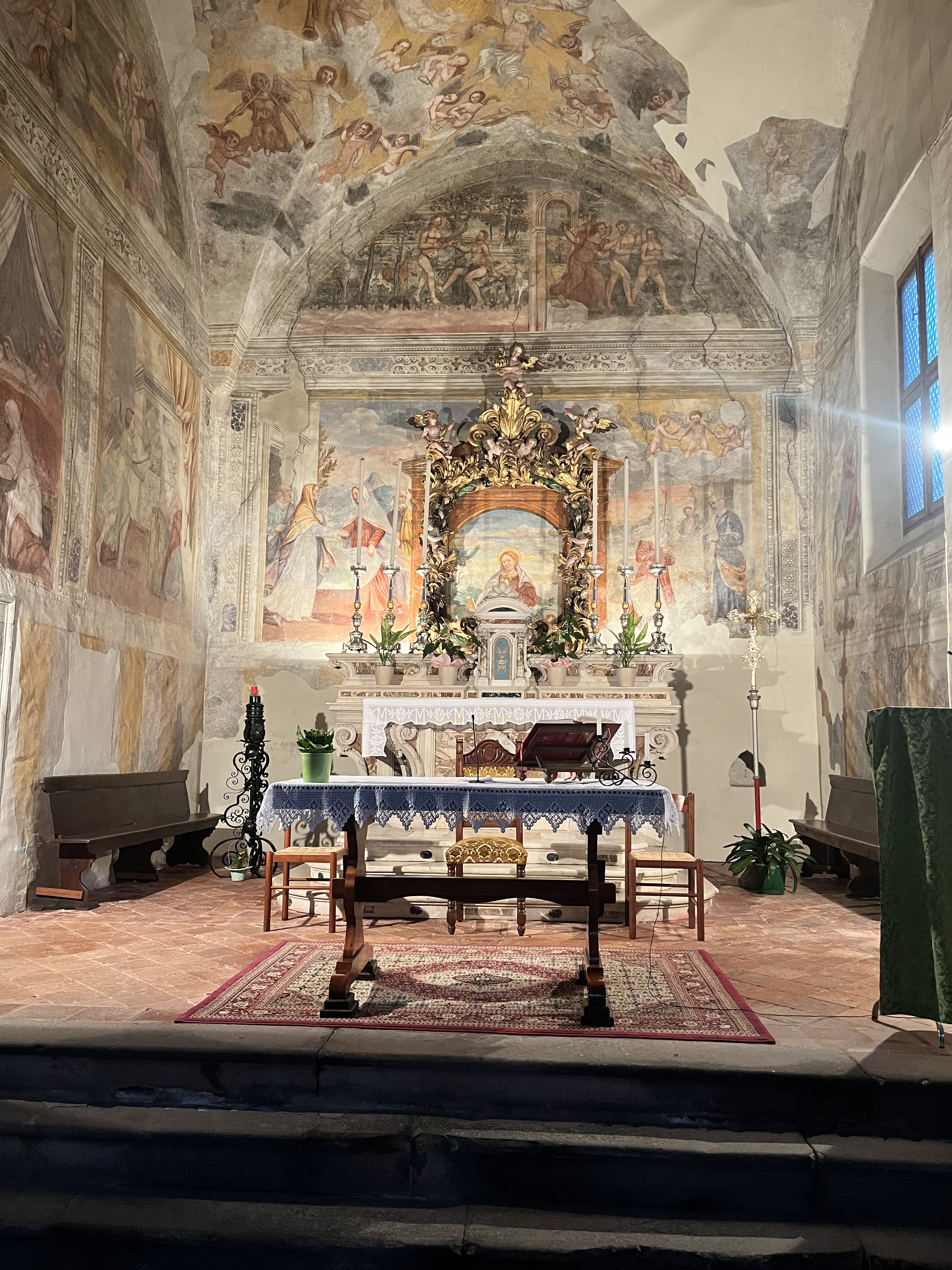
Presbiterio della Chiesa della Visitazione di Santa Maria ad Elisabetta (Artogne)